# Teenage Fanclub
Teenage Fanclub is een alternatieve-rockband uit Bellshill, Schotland. De groep bestaat uit Norman Blake (vocals, gitaar), Raymond McGinley (vocals, gitaar), Gerard Love (vocals, basgitaar) and Francis MacDonald (drums), het schrijven van de teksten wordt door zowel Blake, McGinley en Love verzorgd. Tijdens optredens wordt er vaak gewisseld tussen de drie songwriters, waarbij ze elk hun deel van de teksten zingen.

## Discografie

### Studioalbums
- A Catholic Education (1990)
- The King  (1991)
- Bandwagonesque
- Thirteen
- Grand Prix  (1995)
- Songs from Northern Britain (1997)
- Howdy! (2000)
- Words of Wisdom and Hope
- Man-Made (2005)
- Shadows (2010)
- Here (2016)

### Compilatiealbums
- Deep Fried Fanclub (1995)
- Four Thousand Seven Hundred and Sixty-Six Seconds - A Short Cut to Teenage Fanclub (2003)

### Ep's
- Teenage Fanclub Have Lost It (1995)
- Scotland On Sunday  (2005)